# Anemonia crystallina
Anemonia crystallina is een zeeanemonensoort uit de familie Actiniidae. De anemoon komt uit het geslacht Anemonia. Anemonia crystallina werd in 1834 voor het eerst wetenschappelijk beschreven door Hemprich & Ehrenberg. 